# ルイス・イスラス
ルイス・アルベルト・イスラス・ラニエリ（Luis Alberto Islas Ranieri、1965年12月22日 - ）は、アルゼンチン・ブエノスアイレス出身の元サッカー選手、指導者。元アルゼンチン代表。ポジションはゴールキーパー。

## 経歴
クラブではCAインデペンディエンテで約半分のキャリアを過ごし、241試合に出場、1994年のスーペルコパ・スダメリカーナ、1995年日本開催のレコパ・スダメリカーナで優勝している。
2003年にCAインデペンディエンテにて引退した。
1984年にアルゼンチン代表デビューを果たし、1986年のメキシコワールドカップでは出場機会は無かったが、優勝メンバーとなる。1990年イタリアワールドカップのメンバーからは大会直前に外れた。1994年のアメリカワールドカップでは正GKを務めたがベスト16でルーマニアに敗戦した。その他1993年のコパ・アメリカ優勝メンバーである、1984年から1994年までアルゼンチン代表として30試合に出場した。

## 代表歴

### 出場大会
- アルゼンチン代表
  - 1986 FIFAワールドカップ (優勝)
  - 1994 FIFAワールドカップ (ベスト16)

### 試合数
- 国際Aマッチ 30試合 0得点（1984年-1994年）[2]

| アルゼンチン代表 | 国際Aマッチ | 国際Aマッチ |
| 年               | 出場        | 得点        |
| ---------------- | ----------- | ----------- |
| 1984             | 3           | 0           |
| 1985             | 2           | 0           |
| 1986             | 1           | 0           |
| 1987             | 5           | 0           |
| 1988             | 4           | 0           |
| 1989             | 4           | 0           |
| 1990             | 0           | 0           |
| 1991             | 0           | 0           |
| 1992             | 3           | 0           |
| 1993             | 1           | 0           |
| 1994             | 7           | 0           |
| 通算             | 30          | 0           |